# Distretto di Ghazipur
Ghazipur è un distretto dell'India di 3 049 337 abitanti. Capoluogo del distretto è Ghazipur.